# Équipe de Lettonie de curling
L'équipe de Lettonie de curling est la sélection qui représente la Lettonie dans les compétitions internationales de curling.
En 2017, l'équipe nationale est classé comme nation numéro 18 chez les hommes et 17 chez les femmes.

## Palmarès et résultats

### Palmarès masculin
Titres, trophées et places d'honneur
- Jeux Olympiques Hommes 
  - aucune participation
- Championnats du monde Hommes 
  - aucune participation
- Championnats d'Europe Hommes depuis 2011 (3 participation(s))
  - Meilleur résultat : 8ème pour : Championnats d'Europe Hommes - Round Robin

### Palmarès féminin
Titres, trophées et places d'honneur
- Jeux Olympiques Femmes 
  - aucune participation
- Championnats du monde Femmes depuis 2010 (3 participation(s))
  - Meilleur résultat : 12ème pour : Championnats du monde Femmes - Round Robin
- Championnats d'Europe Femmes depuis 2010 (4 participation(s))
  - Meilleur résultat : Challenge 1 en 2010

### Palmarès mixte
Titres, trophées et places d'honneur
- Jeux Olympiques Hommes depuis 2018
  - aucune participation
- Championnat du Monde Doubles Mixte depuis 2015 (2 participation(s))
  - Meilleur résultat : Quarts de finale en 2017